# Memoriale Brion
Il Memoriale Brion, noto anche come Tomba Brion, è un complesso funebre monumentale situato a San Vito, frazione di Altivole, in provincia di Treviso, e facente parte del patrimonio del FAI. 

All'interno del memoriale sono sepolti i coniugi Onorina Tomasin-Brion e Giuseppe Brion, e lo stesso architetto del complesso Carlo Scarpa insieme alla moglie Ninni Lazzari. 

## Storia

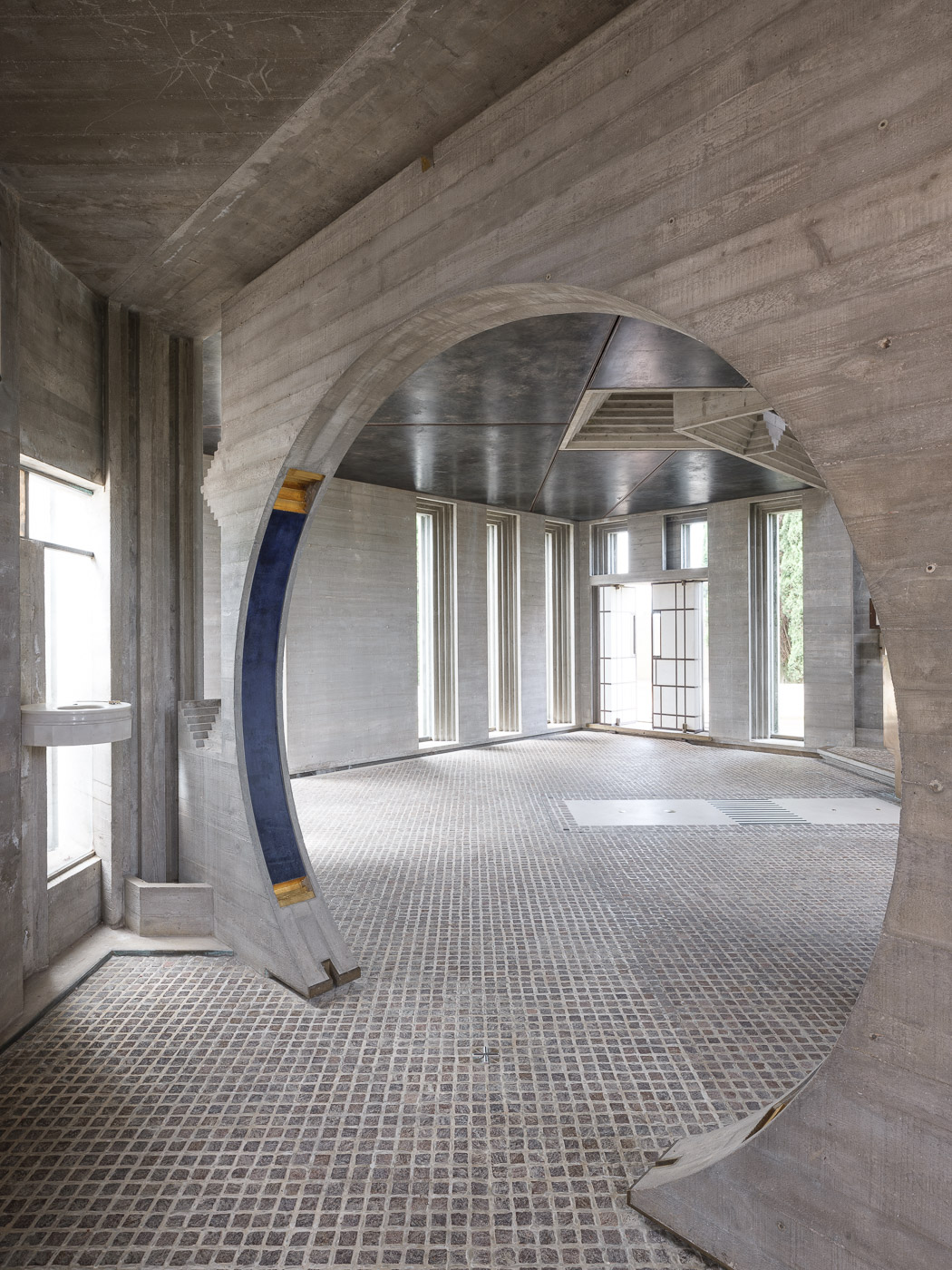
Porta circolare (porta a Omega) del tempietto

Il progetto del complesso funerario monumentale venne commissionato nel 1969 all'architetto veneziano Carlo Scarpa a seguito della morte improvvisa di Giuseppe Brion, fondatore e proprietario della Brionvega, dalla moglie Onorina Tomasin-Brion. L'opera avrebbe dovuto ospitare le sue spoglie, e quelle di alcuni parenti.
Sembrerebbe che l'architetto abbia accettato questo lavoro solo dopo la promessa di Rina Brion di non risposarsi mai.
Inizialmente la famiglia aveva acquistato un lotto di 68 m² adiacenti al cimitero di Altivole; poi fu aggiunto un "corridoio" di 25 metri per dividere lo spazio da quello del cimitero del paese. Alla fine la superficie a disposizione diventò di 2 400 m² e questo diede modo a Scarpa di ideare un progetto molto più articolato. La leggenda narra che non sia stata una decisione della famiglia Brion di annettere altri lotti di terreno, bensì una richiesta della parte venditrice, che si rifiutava di vendere se non si fosse trattata dell'intera area e che quindi Onorina Brion accettò.
L'inizio dei lavori arriva nel 1970, e richiese otto anni di lavoro di Scarpa con svariate modifiche rispetto al progetto iniziale e quasi duemila disegni tracciati dall'architetto del complesso. Nel 1978 Scarpa muore in Giappone cadendo da una scala quando il complesso monumentale non è ancora concluso, ed è proprio il figlio Tobia a volere la tomba del padre all'interno del memoriale a cui stava dedicando anima e corpo.
I lavori furono conclusi proprio seguendo i bozzetti di Scarpa e la tomba Brion, luogo simbolo dell'amore coniugale, fu fin da subito percepita come un luogo di pace e meditazione, silenzio e bellezza aperto a tutti, concetti in linea con i valori della famiglia Brion.  
Lo stesso Carlo Scarpa ne parlava così: 
Presso il memoriale Brion è sepolto lo stesso Carlo Scarpa, insieme alla moglie Nini Lazzari, in un punto discreto di congiunzione tra la sua monumentale creazione e il vecchio cimitero del paese.
Nel 2018 Ennio Brion, figlio di Giuseppe e Onorina, ha commissionato il restauro del memoriale all'architetto Guido Pietropoli, allievo di Scarpa che aveva seguito i lavori di realizzazione dell'opera. I lavori sono durati tre anni e si è trattato di un restauro di tipo conservativo. I lavori di restauro sono stati possibili grazie ai 2200 disegni originali di Scarpa, conservati presso il MAXXI - Centro archivi di architettura.
Nel 2022 la tomba Brion è stata donata al FAI da Ennio Brion e sua sorella Donatella, assumendo il nome di Memoriale Brion e diventando il 70° bene del FAI. 
(Marco Magnifico, presidente FAI)
In una recente intervista Pietropoli ha raccontato che inizialmente Onorina Brion avrebbe voluto la tomba del marito a Milano, all'interno del Cimitero Monumentale, perché più vicino al luogo dove allora viveva la famiglia, fu proprio Scarpa, che era amico di famiglia di lunga data, a proporre di costruirla ad Altivole, visto che Brion era nato lì e ci era molto affezionato. La peculiare forma a L rovesciata era semplicemente un escamotage per evitare che venissero costruiti altri edifici vicino, ma poi l'architetto ha sfruttato tutto lo spazio a disposizione.

## Descrizione
Il complesso funebre è strutturato a forma di "L ribaltata" ed è racchiuso da un muro di cinta inclinato di 60°. La quota del terreno interno al muro di cinta è più alta del terreno della campagna circostante, a simboleggiare il tumulo.
È composto da 5 edifici, perlopiù in cemento armato: una lunga costruzione all'ingresso dal cimitero del paese (i propilei); alla sua destra, una vasca d'acqua con un padiglioncino; a sinistra, un arco/ponte con le tombe dei coniugi Brion, verso nord una cappellina addossata al muro di cinta e per ultima, una chiesetta di forma cubica sul braccio della "L" più prossimo al lato d'ingresso dalla strada.
Gli edifici e le diverse parti del memoriale sono inframezzati da aree verdi con funzione estetica che evocano i giardini esotici, si trovano semplici prati ma anche canali e specchi d'acqua abitati da ninfee e piante acquatiche che ricordano nello stile i giardini islamici e giapponesi. Tutto intorno al complesso un basso recinto separa la Tomba Brion dalla campagna circostante mantenendolo però visibile a chi passa dalla zona e senza isolarlo dal mondo che lo circonda. Gli elementi più famosi del monumento sono:
- I propilei: sono l'ingresso alla tomba Brion, posti sul fondo del cimitero di paese. Hanno l'aspetto di un portale che ha sulla parete di fondo il motivo dei due anelli che si intrecciano, uno rivestito di mosaico azzurro e l'altro rosa, a simboleggiare l'amore coniugale.
- L'arcosolio: si tratta del ponte/arco/pensilina curva che copre i sacelli di Onorina e Giuseppe Brion. I due sarcofagi sono disposti inclinati uno verso l'altro.
- L'edicola dei familiari: a ovest si trova la cappellina dei parenti, addossata alla parete nord del muro di cinta.
- La cappella (o tempietto) è situata al centro di una vasca d'acqua nella quale sono collocate forme di calcestruzzo a gradini, quasi a rappresentare le fondamenta affioranti di antichi edifici. Di fianco vi è un piccolo giardino che ospita il camposanto dei parroci del paese. Al centro dell'aula una lastra rettangolare indica la posizione del feretro. (?)
- Il padiglione della meditazione si presenta come una scatola a cui è stata "tagliata via" la parte inferiore, appare quindi come sospeso nell'aria e sull'acqua. In realtà è sorretto da esili montanti dal profilo spezzato. Luogo magico e dalla tranquillità mistica è volutamente separato del resto del complesso mediante una porta che si abbassa e scompare nell'acqua, azionata da un complesso sistema di cavi e pulegge nascosto all'occhio del visitatore.

La recinzione ha una particolare disposizione, il muro di cinta è infatti inclinato di 60 gradi verso l'interno, e il terreno circostante il memoriale è più alto rispetto a quello fuori.

## Significato dell'opera
La Tomba Brion è riconosciuta come opera d'arte, ed è considerato il lavoro più rappresentativo e più completo di Carlo Scarpa ed in generale dell'architettura del dopoguerra italiano. Il complesso è un capolavoro del modernismo e presenta un connubio di diverse influenze: dall'arte veneziana agli elementi ispirati alle filosofie ed arti orientali. Il percorso e le forme rappresentate da Scarpa in questo monumento vogliono raccontare l'amore puro, che scaturisce dalla profonda conoscenza del sé e solo successivamente nell'unione simbiotica con l'altro, e quindi indissolubile. Questo concetto è presente in tutta l'opera, ma è particolarmente evidente nei due iconici cerchi che si incrociano, visualizzazione dell'incontro e dell'unione dei due opposti in un'unica anima, e traduzione nel linguaggio occidentale della visualizzazione orientale dello Ying e lo Yang. La tomba celebra l'amore puro e immortale che può nascere solo da quest'unione e accompagna il visitatore in una via di meditazione e per certi versi di iniziazione. Sono diversi gli elementi che si rifanno a questo concetto, il gioco di luce naturale nelle diverse stanze sembra spingere il visitatore a perdersi e a scoprire.
Negli spazi invece ogni dettaglio immerge il visitatore in un senso di pace e armonia, spingendolo a una meditazione itinerante, come a dire che solo l'amore è in grado di sopravvivere alla perdita e di rendere l'uomo in grado di proseguire il viaggio. Se da una parte il memoriale rappresenta un vero e proprio testamento architettonico in cui Carlo Scarpa ha utilizzato tutto il suo sapere e ha creato il suo capolavoro, dall'altra parte, molto più semplicemente è la celebrazione del valore che l'architetto attribuisce all'amore. 
La tomba descrive la sintesi della poetica di Scarpa: all'uso del cemento armato in modo decorativo e quasi grafico di cui lui stesso è stato pioniere, perfettamente in linea con il mondo del design, si mischiano elementi naturali che dialogano con la struttura ed elementi di arte classica come l'uso del legno e dei mosaici, nonché forme ispirate da architetture orientali. Il tutto, nonostante la diversità degli elementi, mantiene una forte armonia.

## Nei media
È stato utilizzato come location per il film Dune - Parte due di Denis Villeneuve, uscito nel 2024. La produttrice del film, Tanya Lapointe, è stata la prima ad avere il permesso di trasformare il memoriale in un set cinematografico, ha dichiarato in un'intervista che un membro della famiglia Brion aveva letto e apprezzato il primo romanzo del Ciclo di Dune di Frank Herbert che ha ispirato gli omonimi film e così le è stato permesso di filmare in questa location. 
La sindaca di Altivole si è dichiarata contenta di aver ospitato il set, e poco dopo l'uscita del film oltre 27mila visitatori hanno visitato la Tomba Brion. 

### Documentari
- Memoriae Causa. Carlo Scarpa e il complesso monumentale Brion, regia di Riccardo De Cal, 2007 Memoriae Causa. Carlo Scarpa e il complesso monumentale Brion (trailer). URL consultato il 18 novembre 2022.
- Oltre la vita delle forme, regia di Francesco Conversano, Nene Grignaffini, 2021 Oltre la vita delle forme – Direzione Generale Creatività Contemporanea, su creativitacontemporanea.beniculturali.it. URL consultato il 18 novembre 2022 (archiviato dall'url originale il 18 novembre 2022).  Oltre la vita delle forme (2021) | FilmTV.it. URL consultato il 18 novembre 2022.
- La Tomba Brion di Carlo Scarpa con la partecipazione di Guido Pietropoli de Giulia Depentor, 2023 La Tomba Brion di Carlo Scarpa con la partecipazione di Guido Pietropoli, su spreaker.com. URL consultato il 23 aprile 2023.